# Merani Tbilisi
Merani Tbilisi eller Sapekhburto K'lubi Merani Tbilisi är en georgisk fotbollsklubb baserad i Tbilisi.

## Placering tidigare säsonger
| Säsong | Nivå | Liga            | Placering | Referens | Notering                        |
| ------ | ---- | --------------- | --------- | -------- | ------------------------------- |
| 2019   | 2    | Erovnuli Liga 2 | 1         | [ 1 ]    | Uppflyttad till Erovnuli Liga   |
| 2020   | 1    | Erovnuli Liga   | 10        | [ 2 ]    | Nedflyttad till Erovnuli Liga 2 |
| 2021   | 2    | Erovnuli Liga 2 | 5         | [ 3 ]    |                                 |
| 2022   | 2    | Erovnuli Liga 2 | 6         | [ 4 ]    |                                 |

## Trupp 2022
Uppdaterad: 2 maj 2020